# Колесников, Андрей Борисович
Андрей Борисович Колесников (род. 6 февраля 1977, село Октябрьское, Поворинский район, Воронежская область, СССР) — генерал-майор (2017) , с декабря 2021 года до марта 2022 года — командующий 29-й общевойсковой армией Восточного военного округа. По состоянию на 2023 год заместитель командующего российской группировкой в Сирии.

## Биография
Родился 6 февраля 1977 года в селе Октябрьское Поворинского района Воронежской области. В 1999 г. окончил Казанский филиал Челябинского танкового института, в 2008 году — Общевойсковую академию Вооружённых Сил Российской Федерации, в 2020 году — Военную академию Генерального штаба ВС РФ.
В 2010—2015 годах — начальник штаба, в 2015—2018 годах командир 4-й гвардейской танковой Кантемировской дивизии имени Ю. В. Андропова. В декабре 2017 года присвоено воинское звание генерал-майор. В июне 2020 года назначен начальником штаба 1-й гвардейской танковой армии Западного военного округа.
В декабре 2021 года принял командование 29-й общевойсковой армией.
В декабре 2021 года провёл подготовку к оперативно-тактическим манёврам «Восток-2022» в составе войск Восточного военного округа. Его гвардейское мотострелковое соединение показало лучшие результаты в военной подготовке и исполнению мероприятий службы войск.
По информации украинской стороны — погиб 11 марта 2022 года во время военного вторжения российских войск на Украину.